# Hallie Kate Eisenberg
Hallie Kate Eisenberg (East Brunswick, Nueva Jersey, 2 de agosto de 1992) es una actriz estadounidense.

## Biografía
Nació en una familia de origen judío, es hija de Amy y Barry Eisenberg, profesor universitario. Su hermano es el actor Jesse Eisenberg, protagonista de Adventureland, Zombieland y The social network. Hallie Kate protagonizó una popular campaña de comerciales de televisión para Pepsi en la década de los 90. Es considerada una de las actrices infantiles más exitosas de Estados Unidos; ha participado en nueve películas, incluyendo El informante con Al Pacino, Paulie y El hombre bicentenario con Robin Williams.

## Carrera
A finales de 1990 y principios del 2000, fue "La niña Pepsi" en una serie de anuncios de Pepsi. Hizo su debut cinematográfico en la película de 1998 Paulie. Después apareció en algunas películas hechas para la televisión. En 1999 obtuvo papeles secundarios en The Insider y El Hombre Bicentenario. En 2000, Eisenberg coprotagonizó junto a Minnie Driver la película Beautiful, que recibió críticas generalmente negativas. Ella también interpretó el papel de Helen Keller en la nueva versión televisiva de The Miracle Worker. En 2004, interpretó junto a Jeff Daniels y Patricia Heaton en el remake televisivo de The Goodbye Girl. En 2006, apareció en How to Eat Fried Worms, la adaptación de New Line Cinema del libro de Thomas Rockwell con mismo nombre. En 2007, ella coprotagonizó la película independiente P.J. junto a John Heard, Vincent Pastore y Robert Picardo. Eisenberg hizo su debut en Broadway en la producción de Roundabout Theatre en la obra de Clare Boothe Luce The Women.

## Filmografía
| Año  | Título                     | Papel                | Notas                                        |
| ---- | -------------------------- | -------------------- | -------------------------------------------- |
| 1998 | Paulie                     | Marie Alweather      |                                              |
| 1998 | Nicholas' Gift             | Eleanor              | Telefilme                                    |
| 1999 | Blue Moon                  | Josie Medieros       | Telefilme                                    |
| 1999 | Swing Vote                 | Desconocido          | Telefilme                                    |
| 1999 | A Little Inside            | Abby Mills           |                                              |
| 1999 | The Insider                | Barbara Wigand       |                                              |
| 1999 | El Hombre Bicentenario     | Amanda Martin (niña) |                                              |
| 2000 | Get Real                   | Alexa                | Serie de Televisión (Episodio: "Waiting")    |
| 2000 | Beautiful                  | Vanessa              |                                              |
| 2000 | The Miracle Worker         | Helen Keller         | Telefilme                                    |
| 2002 | Stage on Screen: The Women | Little Mary          | Telefilme                                    |
| 2003 | Presidio Med               | Grace Rothman        | Serie de Televisión (Episodio: "With Grace") |
| 2004 | The Goodbye Girl           | Lucy McFadden        | Telefilme                                    |
| 2006 | Jesus, Mary and Joey       | Melissa              |                                              |
| 2006 | How to Eat Fried Worms     | Erika                |                                              |
| 2008 | P.J.                       | Pauline              |                                              |
| 2008 | Wild Child                 | Ruthie               |                                              |
| 2010 | Holy Rollers               | Ruth Gold            |                                              |